# Dred Scott
Dred Scott (Southampton, Virgínia, EUA, 1795 - St. Louis, Missouri, 17 de setembre, 1858) fou el primer esclau estatunidenc que denuncià als seus "amos" per abusos i maltractaments contra la seva persona.
Portà l'afer davant la jurisdicció de Nova York el 1848; Dred guanyà la causa. Havent apel·lat l'"amo" davant el tribunal superior de Missouri, aquest es declarà incompetent, al·legant que "l'esclau era una propietat. No un ciutadà." Dred va recórrer llavors a la jurisdicció suprema dels Estats Units, al·legant que es conceptuava lliure, des del moment en què el Congrés havia abolit l'esclavitud en certs territoris el 1820, i precisament en un territori d'aquests l'havia conduït el seu amo el 1836.
Aquest afer, que produí molta expectació als estats esclavistes, fou solucionat d'aquesta manera: es declarà nul·la la llei votada pel Congrés, com a contrària a la Constitució, i fou confirmada la interpretació del tribunal de Missouri, respecte que l'esclau era una "cosa" i no una persona. La decisió del 6 de març de 1857 produí un gran enrenou entre els abolicionistes i no tardà gaire temps a esclatar la guerra civil que acabà amb l'emancipació de l'ètnia negra (1860).
Enriqueta Becche Stowe, probablement, s'inspirà en aquest episodi per escriure el 1857 el seu Dred: A Tale of the Great Dismal Swampi.